# Llista d'asteroides/67101–67200
| Nom     | Designació provisional | Data de descobriment | Lloc de descobriment | Descobridor/s        |
| ------- | ---------------------- | -------------------- | -------------------- | -------------------- |
| 67101 - | 2000 AW78              | 5 de gener, 2000     | Socorro              | LINEAR               |
| 67102 - | 2000 AB80              | 5 de gener, 2000     | Socorro              | LINEAR               |
| 67103 - | 2000 AC80              | 5 de gener, 2000     | Socorro              | LINEAR               |
| 67104 - | 2000 AH81              | 5 de gener, 2000     | Socorro              | LINEAR               |
| 67105 - | 2000 AV91              | 5 de gener, 2000     | Socorro              | LINEAR               |
| 67106 - | 2000 AF92              | 5 de gener, 2000     | Socorro              | LINEAR               |
| 67107 - | 2000 AU93              | 7 de gener, 2000     | Socorro              | LINEAR               |
| 67108 - | 2000 AB100             | 5 de gener, 2000     | Socorro              | LINEAR               |
| 67109 - | 2000 AC100             | 5 de gener, 2000     | Socorro              | LINEAR               |
| 67110 - | 2000 AF101             | 5 de gener, 2000     | Socorro              | LINEAR               |
| 67111 - | 2000 AL101             | 5 de gener, 2000     | Socorro              | LINEAR               |
| 67112 - | 2000 AA104             | 5 de gener, 2000     | Socorro              | LINEAR               |
| 67113 - | 2000 AC114             | 5 de gener, 2000     | Socorro              | LINEAR               |
| 67114 - | 2000 AT115             | 5 de gener, 2000     | Socorro              | LINEAR               |
| 67115 - | 2000 AF116             | 5 de gener, 2000     | Socorro              | LINEAR               |
| 67116 - | 2000 AY116             | 5 de gener, 2000     | Socorro              | LINEAR               |
| 67117 - | 2000 AA117             | 5 de gener, 2000     | Socorro              | LINEAR               |
| 67118 - | 2000 AB120             | 5 de gener, 2000     | Socorro              | LINEAR               |
| 67119 - | 2000 AP122             | 5 de gener, 2000     | Socorro              | LINEAR               |
| 67120 - | 2000 AY122             | 5 de gener, 2000     | Socorro              | LINEAR               |
| 67121 - | 2000 AE123             | 5 de gener, 2000     | Socorro              | LINEAR               |
| 67122 - | 2000 AY123             | 5 de gener, 2000     | Socorro              | LINEAR               |
| 67123 - | 2000 AL124             | 5 de gener, 2000     | Socorro              | LINEAR               |
| 67124 - | 2000 AY127             | 5 de gener, 2000     | Socorro              | LINEAR               |
| 67125 - | 2000 AC131             | 6 de gener, 2000     | Socorro              | LINEAR               |
| 67126 - | 2000 AS133             | 4 de gener, 2000     | Socorro              | LINEAR               |
| 67127 - | 2000 AN136             | 4 de gener, 2000     | Socorro              | LINEAR               |
| 67128 - | 2000 AQ139             | 5 de gener, 2000     | Socorro              | LINEAR               |
| 67129 - | 2000 AA140             | 5 de gener, 2000     | Socorro              | LINEAR               |
| 67130 - | 2000 AA141             | 5 de gener, 2000     | Socorro              | LINEAR               |
| 67131 - | 2000 AC143             | 5 de gener, 2000     | Socorro              | LINEAR               |
| 67132 - | 2000 AD145             | 6 de gener, 2000     | Socorro              | LINEAR               |
| 67133 - | 2000 AL145             | 6 de gener, 2000     | Socorro              | LINEAR               |
| 67134 - | 2000 AB149             | 7 de gener, 2000     | Socorro              | LINEAR               |
| 67135 - | 2000 AD152             | 8 de gener, 2000     | Socorro              | LINEAR               |
| 67136 - | 2000 AG154             | 2 de gener, 2000     | Socorro              | LINEAR               |
| 67137 - | 2000 AX155             | 3 de gener, 2000     | Socorro              | LINEAR               |
| 67138 - | 2000 AF165             | 8 de gener, 2000     | Socorro              | LINEAR               |
| 67139 - | 2000 AK165             | 8 de gener, 2000     | Socorro              | LINEAR               |
| 67140 - | 2000 AD166             | 8 de gener, 2000     | Socorro              | LINEAR               |
| 67141 - | 2000 AC169             | 7 de gener, 2000     | Socorro              | LINEAR               |
| 67142 - | 2000 AV169             | 7 de gener, 2000     | Socorro              | LINEAR               |
| 67143 - | 2000 AY170             | 7 de gener, 2000     | Socorro              | LINEAR               |
| 67144 - | 2000 AO171             | 7 de gener, 2000     | Socorro              | LINEAR               |
| 67145 - | 2000 AW173             | 7 de gener, 2000     | Socorro              | LINEAR               |
| 67146 - | 2000 AN175             | 7 de gener, 2000     | Socorro              | LINEAR               |
| 67147 - | 2000 AF176             | 7 de gener, 2000     | Socorro              | LINEAR               |
| 67148 - | 2000 AG186             | 8 de gener, 2000     | Socorro              | LINEAR               |
| 67149 - | 2000 AA187             | 8 de gener, 2000     | Socorro              | LINEAR               |
| 67150 - | 2000 AK187             | 8 de gener, 2000     | Socorro              | LINEAR               |
| 67151 - | 2000 AA188             | 8 de gener, 2000     | Socorro              | LINEAR               |
| 67152 - | 2000 AM189             | 8 de gener, 2000     | Socorro              | LINEAR               |
| 67153 - | 2000 AP189             | 8 de gener, 2000     | Socorro              | LINEAR               |
| 67154 - | 2000 AJ194             | 8 de gener, 2000     | Socorro              | LINEAR               |
| 67155 - | 2000 AK194             | 8 de gener, 2000     | Socorro              | LINEAR               |
| 67156 - | 2000 AY197             | 8 de gener, 2000     | Socorro              | LINEAR               |
| 67157 - | 2000 AR198             | 8 de gener, 2000     | Socorro              | LINEAR               |
| 67158 - | 2000 AX199             | 9 de gener, 2000     | Socorro              | LINEAR               |
| 67159 - | 2000 AC200             | 9 de gener, 2000     | Socorro              | LINEAR               |
| 67160 - | 2000 AT200             | 9 de gener, 2000     | Socorro              | LINEAR               |
| 67161 - | 2000 AA205             | 8 de gener, 2000     | Nachi-Katsuura       | Y. Shimizu, T. Urata |
| 67162 - | 2000 AR217             | 8 de gener, 2000     | Kitt Peak            | Spacewatch           |
| 67163 - | 2000 AU228             | 7 de gener, 2000     | Anderson Mesa        | LONEOS               |
| 67164 - | 2000 AJ229             | 3 de gener, 2000     | Socorro              | LINEAR               |
| 67165 - | 2000 AW230             | 4 de gener, 2000     | Kitt Peak            | Spacewatch           |
| 67166 - | 2000 AZ232             | 4 de gener, 2000     | Socorro              | LINEAR               |
| 67167 - | 2000 AM235             | 5 de gener, 2000     | Socorro              | LINEAR               |
| 67168 - | 2000 AX237             | 6 de gener, 2000     | Socorro              | LINEAR               |
| 67169 - | 2000 AV241             | 7 de gener, 2000     | Anderson Mesa        | LONEOS               |
| 67170 - | 2000 AC244             | 8 de gener, 2000     | Socorro              | LINEAR               |
| 67171 - | 2000 AQ244             | 8 de gener, 2000     | Socorro              | LINEAR               |
| 67172 - | 2000 BH16              | 30 de gener, 2000    | Socorro              | LINEAR               |
| 67173 - | 2000 BR17              | 30 de gener, 2000    | Socorro              | LINEAR               |
| 67174 - | 2000 BS18              | 30 de gener, 2000    | Socorro              | LINEAR               |
| 67175 - | 2000 BA19              | 31 de gener, 2000    | Socorro              | LINEAR               |
| 67176 - | 2000 BP20              | 26 de gener, 2000    | Kitt Peak            | Spacewatch           |
| 67177 - | 2000 BM22              | 30 de gener, 2000    | Kitt Peak            | Spacewatch           |
| 67178 - | 2000 BE25              | 30 de gener, 2000    | Socorro              | LINEAR               |
| 67179 - | 2000 BQ25              | 30 de gener, 2000    | Socorro              | LINEAR               |
| 67180 - | 2000 BJ27              | 30 de gener, 2000    | Socorro              | LINEAR               |
| 67181 - | 2000 BZ27              | 30 de gener, 2000    | Socorro              | LINEAR               |
| 67182 - | 2000 BQ28              | 29 de gener, 2000    | Socorro              | LINEAR               |
| 67183 - | 2000 BT33              | 30 de gener, 2000    | Catalina             | CSS                  |
| 67184 - | 2000 CS4               | 2 de febrer, 2000    | Socorro              | LINEAR               |
| 67185 - | 2000 CR6               | 2 de febrer, 2000    | Socorro              | LINEAR               |
| 67186 - | 2000 CF25              | 2 de febrer, 2000    | Socorro              | LINEAR               |
| 67187 - | 2000 CL27              | 2 de febrer, 2000    | Socorro              | LINEAR               |
| 67188 - | 2000 CV28              | 2 de febrer, 2000    | Socorro              | LINEAR               |
| 67189 - | 2000 CT30              | 2 de febrer, 2000    | Socorro              | LINEAR               |
| 67190 - | 2000 CB32              | 2 de febrer, 2000    | Socorro              | LINEAR               |
| 67191 - | 2000 CB38              | 3 de febrer, 2000    | Socorro              | LINEAR               |
| 67192 - | 2000 CH49              | 2 de febrer, 2000    | Socorro              | LINEAR               |
| 67193 - | 2000 CY57              | 5 de febrer, 2000    | Socorro              | LINEAR               |
| 67194 - | 2000 CA61              | 2 de febrer, 2000    | Socorro              | LINEAR               |
| 67195 - | 2000 CT66              | 6 de febrer, 2000    | Socorro              | LINEAR               |
| 67196 - | 2000 CE75              | 3 de febrer, 2000    | Socorro              | LINEAR               |
| 67197 - | 2000 CU79              | 8 de febrer, 2000    | Kitt Peak            | Spacewatch           |
| 67198 - | 2000 CR91              | 6 de febrer, 2000    | Socorro              | LINEAR               |
| 67199 - | 2000 CP96              | 6 de febrer, 2000    | Socorro              | LINEAR               |
| 67200 - | 2000 CG97              | 12 de febrer, 2000   | Oaxaca               | J. M. Roe            |